# Herbert Hill
Herbert Millwood Hill (nació el 1 de octubre de 1984 en Ulm, Alemania) es un exjugador de baloncesto de nacionalidad estadounidense. Mide 2,08 metros, y jugaba indistintamente como ala-pívot o pívot nato.

## Trayectoria deportiva

### Universidad
Jugó durante 4 temporadas con los frailes de la Universidad de Providence. En su año de novato apenas tuvo oportunidad de mostrar su valía, contando con apenas 2,5 minutos por partido. Poco a poco fue haciéndose un hueco en el equipo, para en su último año promediar unos espectaculares 18,1 puntos, 8,8 rebotes y 2,9 tapones por partido, lo que le valió liderar la clasificación de los máximos anotadores de la Big East Conference, siendo el tercer Friar que lo consigue, tras Eric Murdock en 1991 y Ryan Gomes en 2005.

### Profesional
Fue elegido en la posición 55 de la segunda ronda del Draft de la NBA de 2007 por Utah Jazz, quienes automáticamente traspasaron sus derechos a Philadelphia 76ers, equipo con el que firmó contrato en julio de 2007 junto con Derrick Byars.